# Centro Habana
Centro Habana es un municipio perteneciente a la provincia de La Habana, en Cuba. El municipio Centro Habana está ubicado en la porción centro y norte de la capital. Abarca una superficie de 3.42 km². Limita al norte con el litoral habanero, al este con el municipio Habana Vieja, al sur con el municipio Cerro y al oeste con Plaza de la Revolución.
Sus coordenadas geográficas son:
- 23°8′39″ N y 82°22′43″ O (esquina noroeste).
- 23°7′25″ N y 82°22′27″ O (esquina suroeste).
- 23°8′47″ N y 82°21′33″ O (esquina noreste).
- 23°7′54″ N y 82°21′38″ O (esquina sureste).

Su trama urbana está compuesta por 514 unidades básicas de información territorial (UBIT), en su mayor parte orientadas en la dirección Norte–Sur y Este–Oeste, distribuidas por Consejos Populares de la siguiente forma: Cayo Hueso 109, Los Sitios 100, Colón 72, Pueblo Nuevo 153 y Dragones 80.
Actualmente cruzado por vías de importancia a nivel de ciudad, tales como avenida Antonio Maceo (Malecón), Calzada de Infanta, avenida Salvador Allende (Carlos III), avenida Simón Bolívar (ex-Reina) y otras que constituyen parte del centro de la ciudad. Su forma es ortogonal.
Es la ciudad de transición entre La Habana Vieja y la moderna (la del centro), de allí su nombre. 
Pertenece al centro tradicional de la ciudad, junto al municipio Habana Vieja. Cuenta con una extensión territorial de 3.47 km², representando el 1 % del territorio provincial. Ninguna de sus 342 hectáreas de tierra se utilizan para la agricultura (hectáreas cultivadas: 0.009).

## Datos demográficos
Su población en 2012 era de 140 233 habitantes. La relación entre mujeres y hombres en Centro Habana presenta un comportamiento similar al de La Habana: 884 hombres por cada 1000 mujeres. Su densidad poblacional es de 46 700 habitantes por km². Es el municipio con mayor densidad poblacional por kilómetro cuadrado.

### Población
- Cayo Hueso: 1
- Pueblo Nuevo: 26 832
- Los Sitios: 26 041
- Dragones: 27 961
- Colón: 24 690

El estimado de 3400, es de 136 452 habitantes en el municipio.

## Historia
La génesis del municipio Centro Habana está estrechamente vinculada a la fundación de San Cristóbal de La Habana (entre 1514 y 1519), cuya posición privilegiada despertó la codicia del mundo europeo, expresada en los constantes ataques de corsarios y piratas.
En 1565 se declararon vedados los terrenos pertenecientes a la caleta de Guillén (más tarde conocida como caleta de San Lázaro) y se inició el sistema de fortificaciones, que permitió la edificación del pequeño vigía Torreón de San Lázaro en 1665, hoy símbolo municipal en los primeros años de la colonia.
En 1680, la villa se dividió en dos zonas bien definidas: intramuros y extramuros. La extramural estaba comprendida por verdes campiñas bañadas por la Zanja Real, con una zona al norte (llena de arrecifes, furnias y cavernas) y otra al sur, cenagosa (conocida como El Manglar).
En sus inicios surgió como zona de ampliación de extramuros de La Habana colonial. Su expansión territorial se inició en el siglo XVIII, haciéndose su desarrollo más vertiginoso en el siglo XIX. Es el municipio más pequeño de la capital y se encuentra totalmente urbanizado.
Al arribar al siglo XVIII, se creó un primer caserío, denominado Guadalupe, en el coexistían con la población blanca, los “curros del manglar”, negros esclavos que laboraban en las huertas, que abastecían a la parte intramuros del territorio.
A finales del siglo XVIII se creó el segundo barrio, llamado San Lázaro. Y ya en el siglo XIX se crearon las primeras casas de Peñalver, cercanas a la Quinta de Salud de Garcini.
La expansión extramuros de la Villa de San Cristóbal de La Habana, de fincas rústicas a urbanas se dio a mediados y finales del siglo XVIII, cuando la dominación inglesa demostró, con la liberalización económica, el freno que daba España a la economía de la isla de Cuba. Esto hizo que los barrios intramuros se extendieran a través de una calzada por la Puerta de Reina de la muralla de La Habana hasta la calzada de Belascoaín.
Con el paso de la economía de factoría a la de la plantación, dirigida a la exportación, las diferencias de estatus se hicieron más evidentes y se construyeron edificaciones más ricas y perdurables. Los sectores pobres empezaron a asentarse en los barrios de Guadalupe y Jesús María, al sur del recinto amurallado; y a lo largo de los ejes que conectaban la ciudad con su fértil entorno rural: la calzada de Monte, en dirección al sudoeste, que se bifurcaba en la esquina de Tejas hacia el sur con la calzada de Jesús del Monte (actualmente Diez de Octubre) y hacia el oeste con la Calzada del Cerro, que se vinculaba a través de la Calzada de Puentes Grandes con la Calzada Real de Marianao, para seguir con el camino de Vuelta Abajo que conectaba con la provincia de Pinar del Río, enlazando una serie de pequeños poblados a la distancia de una jornada a caballo, permitiendo un mayor desarrollo y conexión de las plantaciones de tabaco y las factorías que se levantaban en La Habana.
Del 1779 al 1836, estuvieron los barracones de las tropas españolas en el lugar en que hoy se encuentra el consejo popular Colón. En 1845, surgió Dragones por residir allí el cuartel de lanceros del mismo nombre.

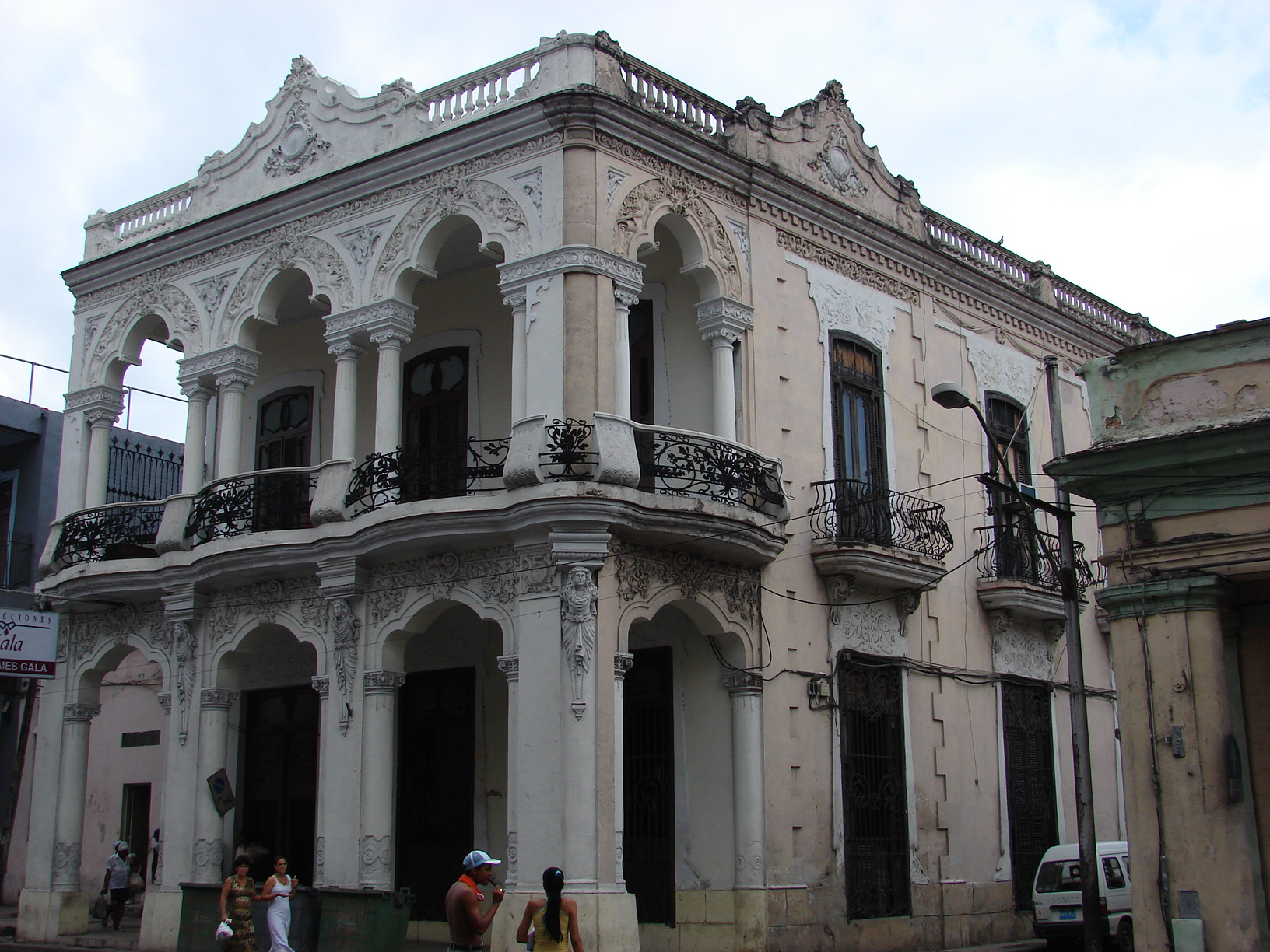
Casona de la calle Reina, en Centro Habana.

Los primeros barrios de extramuros de fines del XVIII alrededor del Campo de Marte (actualmente el Parque de la Fraternidad y el espacio que hoy ocupa el Capitolio Nacional que fueron incorporados a partir de 1976 a La Habana Vieja), se fueron sumando las parcelaciones de Peñalver, San Nicolás, Chávez, La Punta, Monserrate y Dragones, apoyadas por las regulaciones urbanísticas de 1818 que normaban el trazado de calles rectas y reticuladas.
Estos cambios no solo se centraron en la construcción de magníficas edificaciones, sino en un plan de trazado de calles y calzadas, que incluyeron un ambicioso programa de calificación urbana entre 1827 y 1840, donde se destacan el Paseo de Isabel II (que luego fue el Paseo del Prado y, más tarde, el Paseo de Martí), el Paseo de Tacón (posteriormente Carlos III y actualmente avenida Salvador Allende). El Paseo de Tacón prolongaba la Calzada de la Reina en un gran eje en dirección este-oeste, que permitía mover rápidamente las tropas del Castillo del Príncipe para sofocar una eventual rebelión en la capital, y su trazado recto facilitaba el uso del cañón. Todo esto se enmascaraba tras la creación de un marco representativo para paseos y desfiles. También se introdujo la pavimentación de calles y se construyeron teatros, hoteles, cafés y comercios. De esa manera, el centro se fue desplazando desde el puerto hasta la zona que hoy ocupan el paseo del Prado, el Parque Central y el Parque de la Fraternidad, sobrepasando las murallas que ya eran militarmente obsoletas y comenzarían a demolerse en 1863, al ser un estorbo para la expansión de la ciudad y su incesante tráfico.

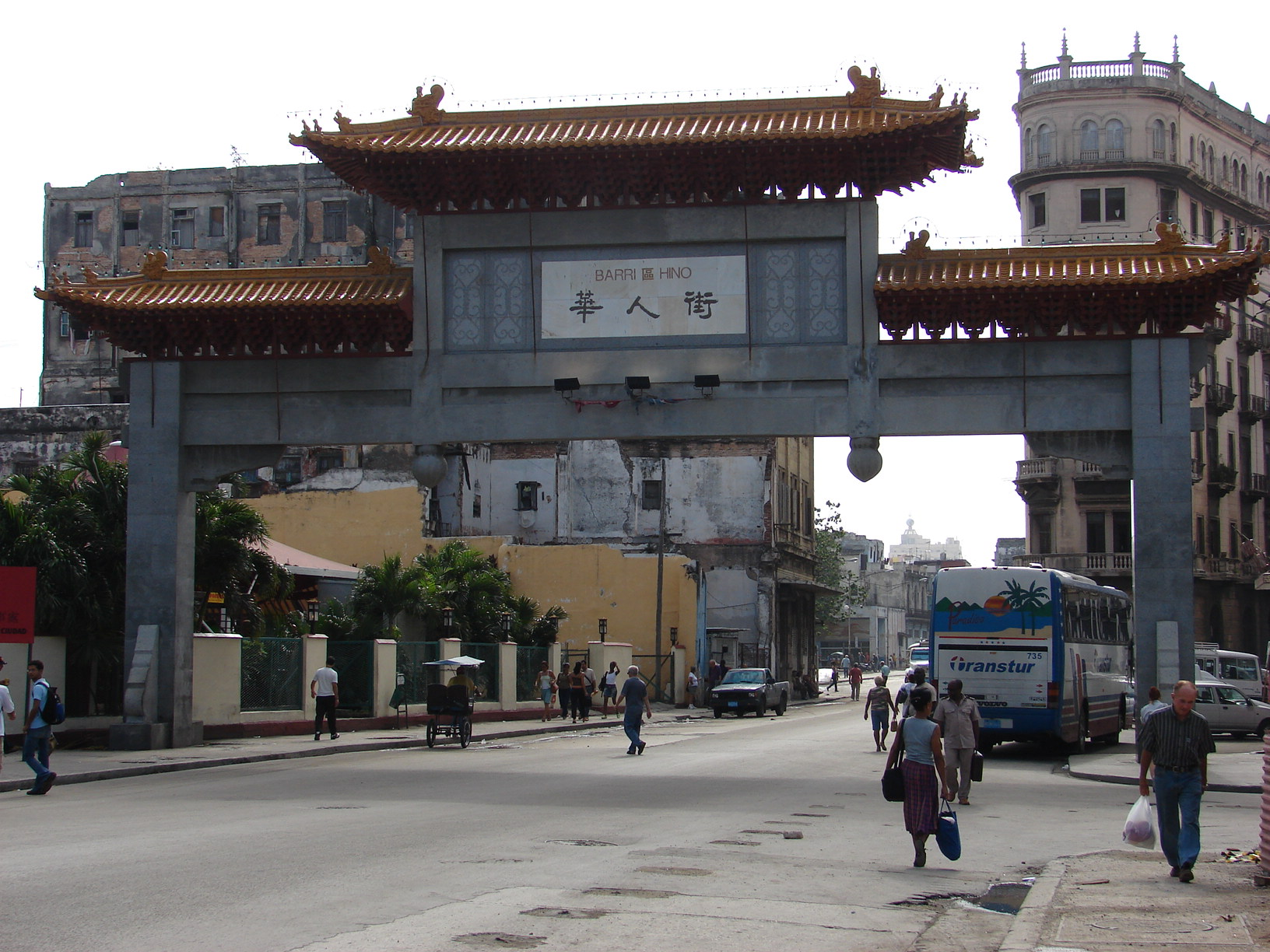
Puerta principal del Barrio Chino de La Habana.

En 1878 se asientan los primeros asiáticos semiesclavos en Zanja, Rayo, Cuchillo y San Nicolás, y forman lo que hoy es el Barrio Chino, aportando conocimientos sobre la siembra de hortalizas e iniciativas comerciales, pusieron en marcha comercios y espacios dedicados a diversos servicios, como tiendas, fondas, lavanderías, etc. El escape a la opresión política y religiosa que vivían en su país de origen o las ansias de prosperar económicamente cuentan entre los móviles de dicho éxodo, proveniente en su mayoría de la provincia de Kwangtung (Guangdong). En consecuencia, y de acuerdo con fuentes oficiales, a finales del siglo XIX poblaban el archipiélago cubano más de 150 000 chinos culíes.
La comunidad china en Cuba llegó a ser una de las más prósperas e importantes de América, y sus miembros se agruparon en asociaciones fraternales, regionales, profesionales, patronímicas o comerciales, algunas de las cuales aún existen. Si bien los naturales y sus descendientes se dispersaron por todo el archipiélago cubano, el Chinatown habanero ha constituido por siglos su principal asentamiento poblacional en esta nación del Caribe.
Entre los años 1833 y 1862, se produce el auge de la industria tabaqueras y cigarreras, situándose Larrañaga, Cabañas, Carvajal y H. Uppman. Se inauguran los primeros comercios El Encanto, El Basar Inglés, Mercado de Tacón, el centro cultural Teatro Tacón, actualmente García Lorca y el hotel Inglaterra.
La crisis económica agravada en 1866, produce una emigración de los dueños de tabaquerías y tabaqueros hacia Estados Unidos (Cayo Hueso y Tampa) entre ellos Carlos Baliño, Francisco Martínez, Geraldo Castellanos, quienes se vinculan a José Martí y a la causa independentista, y retornan al territorio para dar nombre al Cayo Hueso habanero, al finalizar la contienda revolucionaria.
Dan su aporte al proceso de liberación nacional iniciado algunas figuras cimeras entre ellas se encuentran Ignacio Agramonte, quien fungió en 1867, como juez de paz del barrio Guadalupe y Juan Gualberto Gómez y Néstor Aranguren caído heroicamente.
En el cementerio de Espada hoy Cayo Hueso, tienen lugar los sucesos de los estudiantes de medicina el 27 de noviembre de 1871, los cuales fueron fusilados injustamente.
En el siglo XX el territorio se convierte en el corazón del comercio y los servicios, al calor de la iniciativa privada y la injerencia en el país del capital extranjero, evidenciado con la presencia de “Cuban Telephone Company” y la Compañía de electricidad, conjuntamente con las fábricas de jabones, perfumes, goma neumática, mosaicos y refrescos.
Ocurre una división que fracciona a la zona en barrios en el período de la neocolonia entre ellos Colón, La Punta, Tacón, Marte, Guadalupe, Monserrate, Dragones, San Leopoldo, San Lázaro, Cayo Hueso, Pueblo Nuevo, Chávez, San Nicolás y Peñarver, cuyos límites dependían del interés de los políticos.
En la tercera década del siglo XX se desarrollan tendencias arquitectónicas, como el eclecticismo, art-decó, surgidas en Europa, las cuales quedaron incluidas en el tesoro cultural del país.
Durante la seudo-república se organizan varias huelgas obreras, convirtiéndose el territorio en importante centro del Movimiento de Liberación Nacional. En la lucha contra la dictadura batistiana numerosos nombres y acciones heroicas quedan en la historia, entre ellos los mártires de Humbolt, Sergio González, Efraín Alfonso y Pedro Carbó.
Con el triunfo de la revolución se intensifica la migración del interior de país y se estructuran las organizaciones políticas y de masas, a la par que van produciéndose transformaciones desde el punto de vista urbanístico como reflejo del aumento de la población.

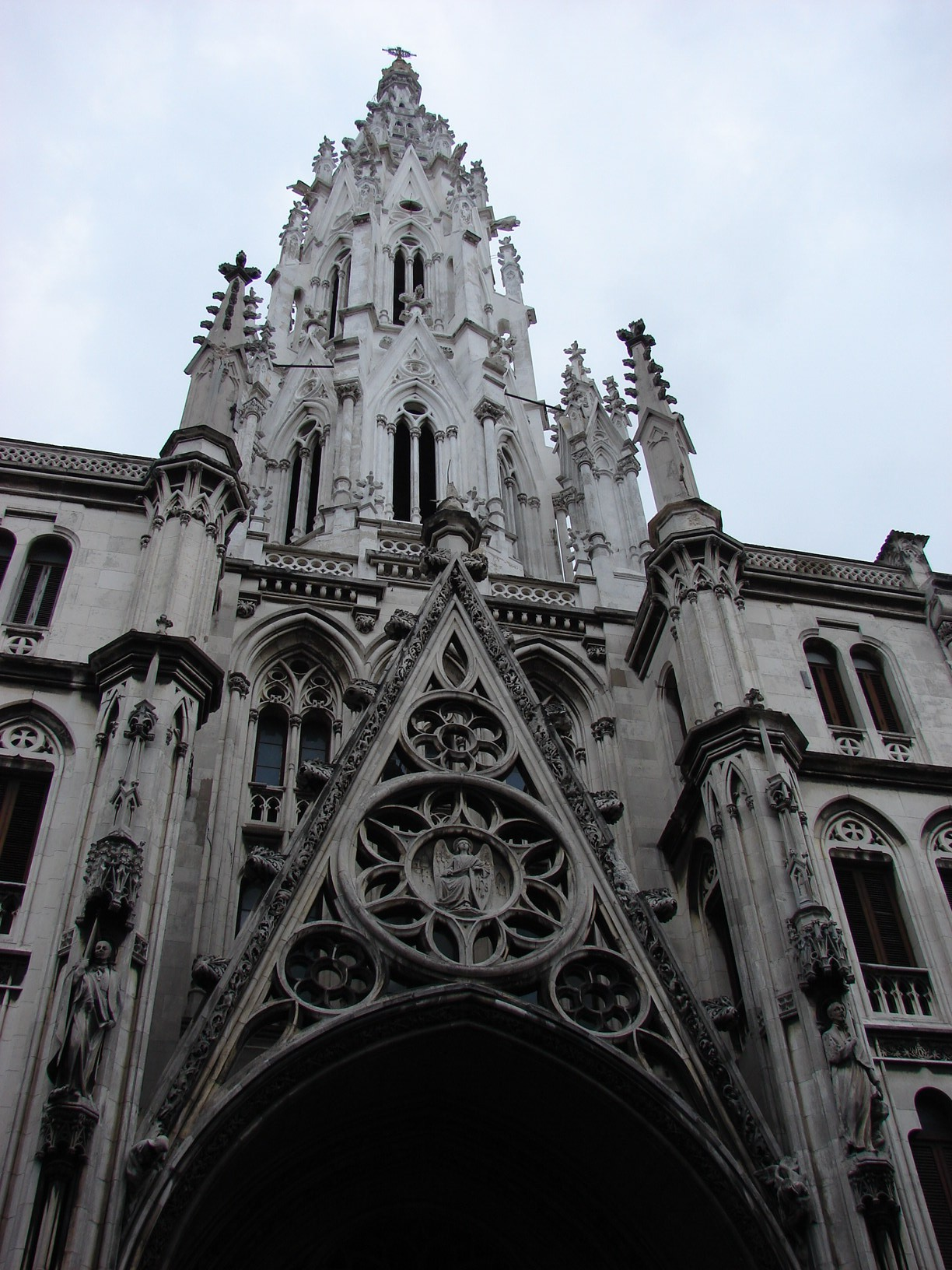
Fachada de la Iglesia del Sagrado Corazón de Jesús en la Calle Reina, Centro Habana.

## Economía
Desde el punto de vista productivo el territorio se ha caracterizado por un dinamismo en sus actividades. En sus primeros tiempos se desarrollaron: la ganadería, la producción de madera, construcción, industria tabaquera y la agricultura. En 1900 se incrementa el comercio, y el servicio gastronómico y la industria de jabones y perfumes.
Actualmente las actividades que más se destacan son las originadas en el sector de los servicios y del comercio, por ser de los municipios que presentan una menor cantidad de instalaciones dedicadas a la producción.
En La Habana existen 21 ramas industriales y solamente están presentes en el municipio un total de seis: la industria gráfica, alimentaría, bebidas y tabacos, confecciones, química y vidrio y cerámica.

La rama industrial tiene un total de 2187 empleados, cifra que no es representativa para el municipio, pues solo existe un 5,54 % referente a toda la población empleada en el municipio.
Mayormente el promedio de trabajadores por establecimiento es bajo, dado fundamentalmente por ser pequeños los talleres o unidades productivas y por el tipo de actividades que realizan, perteneciendo los índices mayores a actividades productivas que se desarrollan en instalaciones industriales de mayor envergadura, las que presentan con un alto índice de empleo.
Aportan la mayor cantidad de empleo las empresas de Bebidas y Tabacos, con un total de 1275 trabajadores que representan un 58,2 % de los empleados en el sector. De la subrama de bebidas solo existe la embotelladora de refrescos Centro Habana, ubicada en una edificación propia en el Consejo Popular Pueblo Nuevo.
La industria del Tabaco está concentrada en dos polos dentro del municipio, uno al Este donde se encuentran las Fábricas H. Upmann y Partagás, esta última en el límite entre los municipios Centro Habana y Habana Vieja. Otro polo se ubica al Sur conformado por las fábricas Briones Montoto, Romeo y Julieta y la fábrica de Hebras.
Además radican en el territorio la CTC (Central de Trabajadores de Cuba) Nacional, Ministerio de Energía y Minas, ETECSA (Empresa de Telecomunicaciones de Cuba), el TICONS (Tecnologías Industriales para la Construcción), Radio Habana Cuba, Radio Progreso y la empresa Coral Negro.

## Salud
En el municipio se organizan los servicios de salud en cinco áreas, donde la población puede ejercer su derecho de atención a la salud. Se han construido una red de instalaciones donde de forma gratuita se reciben los servicios médicos.
Los hospitales existentes son: “Hermanos Ameijeiras” inaugurado en 1982, en donde se efectuaron los primeros trasplantes de corazón, que es una moderna edificación dotada de confort y del equipamiento requerido con tecnología de avanzada que brinda servicios a pacientes nacionales y extranjeros; y el hospital de Emergencias “Freyre de Andrade”, nacido en 1920. instalación especializada en la atención urgente de pacientes y creada a principios del siglo pasado y el hospital pediátrico Centro Habana. Además, en este municipio radica el Instituto de Higiene y Epidemiología, el Instituto de Nutrición y la Empresa de Productos Biológicos "Carlos J. Finlay" y Zoonosis, así como cinco policlínicos, una clínica estomatológica, un hogar materno, cinco casas de abuelos, una unidad de Higiene y Epidemiología, una clínica del dolor y un Centro Geriátrico.

## Educación
La educación en el territorio se lleva a cabo con la participación de una fuerza laboral que agrupa maestros, auxiliares pedagógicos, bibliotecarios y docentes.

### Niveles
- Círculo infantil
- Primaria
- Secundaria Básica
- Técnica y profesional
- Enseñanza Especial
- Oficios
- Adultos
- Superación Integral
- Curso para trabajadores
- Idiomas
- Centro de altos estudios ISDI (Instituto Superior de Diseño).

La cantidad de alumnos por aula oscilaba entre 30 y 35, en la actualidad se redujo este índice hasta 20 alumnos por aula.
Una instalación que por su historia merece destacarse es la Escuela de Música Amadeo Roldán, que tiene carácter provincial.

## Cultura
La cultura cubana es un crisol donde se funden manifestaciones culturales de tres continentes: Europa, África y Asia, lo que le ha dado esa dimensión de universalidad de la que goza. De toda esta diversidad surgió la unidad, una cultura propia que se gestó a lo largo de los siglos y que es producto del mayor de los mestizajes.
Centro Habana y su cultura tiene sus orígenes en cuatro siglos de historia que salen a la luz con solo caminar sus calles, por lo que hoy vuelve a ser tradición ver bailando a sus pobladores, como si tuvieran plena conciencia de lo que significa mantener esta costumbre.
En este municipio la cultura se muestra en diversos centros e instituciones enclavados en su territorios como la Escuela de Música Amadeo Roldán, el Museo José Lezama Lima ―la casa donde vivió el escritor de la novela Paradiso―, la Casa de la Cultura Joseíto Fernández, de donde nacen diversos programas para desarrollar las artes en la comunidad y donde se encuentra la biblioteca Municipal María Villar Buceta, la Sociedad Económica Amigos del País, que es una de las instituciones más antiguas de Cuba y lugar de morada del Instituto de Literatura y Lingüística que cuenta con documentos históricos de gran valor. También existen tres teatros, en los cuales se han presentados talentos nacionales e internacionales:
el América,
el Astral y
el Teatro Musical.
En el territorio de Centro Habana el origen hispano del pueblo está muy arraigado en las sociedades españolas existentes que conservan sus tradiciones. La cultura china también está muy presente y su mejor exponente es el Barrio Chino, en el cual se puede degustar de las tradiciones culinarias, artísticas y de artes marciales provenientes esa cultura.
- Fuente de la India o Noble Habana, ubicada en un extremo del Prado, cerca de la esquina con la calle Monte. Fue construida en 1837 por el escultor italiano Gaggini, autor además de otros monumentos y fuentes de la zona y la misma simboliza a La Habana.

- El Paseo del Prado, se extiende desde la explanada de La Punta en la entrada de la bahía hasta la Fuente de la India, con una longitud de alrededor de 2000 metros. Construido a partir del año 1700 se complementó a fines del siglo XIX con el Parque Central y tomó su fisonomía actual a partir de 1928, siempre ha sido lugar de encuentros y esparcimiento de los habaneros de todas las épocas. Hoy día está flanqueado por numerosos edificios con amplios portales (Gran Teatro de La Habana, Payret), hoteles lujosos (Inglaterra, Sevilla, Park View, Plaza) y hay varios de los museos más importantes de la isla.

- Cementerio de Espada, primer cementerio construido en La Habana en 1806 debido al crecimiento de la población y la falta de funcionalidad de la iglesia al llevar a cabo los enterramientos, por el poco espacio que disponía.

- Torreón de San Lázaro, construida en el siglo XVI, el cual servía de vigía para detectar la presencia de barcos enemigos. Hoy este monumento representa al municipio como símbolo de rebeldía y dignidad de un pueblo heroico. (Ver Foto.1).

- Calle San Rafael, a fines del siglo XIX esta área experimentó un crecimiento demográfico y comercial, ubicándose próximo a esta calle algunas de las más importantes fábricas de tabaco como: Larrañaga, H. Upmann, Jaime Partagás y Cabañas.

- Fragua Martiana, ubicada en el consejo Cayo Hueso, desarrolla actividades dirigidas a divulgar el pensamiento martiano y a formar valores patrióticos en las nuevas generaciones de cubanos.

- Callejón de Hamel, es casi único en su tipo en la ciudad. Está decorado con motivos afrocubanos y en él se venden hierbas, plantas y obras de arte relacionados con los cultos afrocubanos.

- Sociedad Chung Wah, fundada en 1893, es una de las sociedades más antiguas que existe y uno de los centros religiosos y fraternales de esa comunidad asiática en Cuba. Además posee un templo o rincón histórico.

- Sociedad Chung Shang, su denominación hace referencia a Los Dos Dragones, símbolo mítico de la cultura china. Cuenta con un restaurante con platos característicos de esa cultura.

- El Barrio Chino, es otro atractivo de primer orden y que se ha convertido en uno de los lugares más interesantes de la ciudad, en gran parte debido a su singularidad y a la profusión de restaurantes chinos que ofrecen lo mejor de esa cocina. Hoy día la expresión de la cultura china se aprecia en festivales como el «Festival de los Chinos de Ultramar» o la Casa de Artes y Tradiciones Chinas (conocida como «La Casona»), que es sede de una gran variedad de manifestaciones culturales como las exposiciones de artes plásticas y talleres de danza. (Ver Foto.2).

- Real Fábrica de Tabacos Partagás, al norte del Parque de la Fraternidad, en la calle industrial número 520 se encuentra la Real Fábrica. Se trata de la fábrica más antigua y más famosa de La Habana. Ahí se producen las marcas de puros habanos fundadas en 1845, por el español Jaime Partagás.

- Real Fábrica de Tabaco La Corona, fue fundada en 1842, en la calle Agramonte, cerca de la calle Refugio. Durante los horarios de visitas podrá ver como los expertos tabaqueros producen los famosos habanos Romeo y Julieta, Montecristo y Cohiba.

- Casino Español, el edificio del antiguo Casino Español, hoy en día llamado Palacio de los Matrimonios, es el lugar favorito de los habaneros para casarse. Situado en el número 302, del Paseo del Prado, esquina con Ánimas y construido en 1914, se trata de un lugar muy agradable de visitar.

- Casa Museo José Lezama Lima, edificio construido con fines de arrendamiento inmobiliario, fue ocupado por José Lezama Lima y su madre. En esta casa vivió desde los años 30 hasta su muerte, y en ella escribió sus sorprendentes poemas y sus más famosas novelas. Posee una gran parte de la rica colección personal de obras de arte, regalos de sus amigos Víctor Manuel, Mariano Rodríguez, René Portocarrero entre otros, que ambientaba copiosamente cada espacio del inmueble.

Otros lugares notables de este municipio son el «Callejón de Hamel», patio que expone la creatividad de los artistas cubanos, y en donde se realizan muchas actividades culturales. Otro lugar es el conocido Bulevar de San Rafael por el que han paseado millones de personas en su ir y venir cotidiano.

### Tradiciones
El municipio está habitado por una población heterogénea y de diversos hábitos culturales. Las tradiciones que se conocen están localizadas en determinados poblados, estas son:
- Bailes de los Blanco: Los mismos se celebraban en la Sociedad negra Magneli, en el mes de agosto, alrededor del día 15.

- Fiestas de San Juan, especie de verbena popular de guerra con muñecos de pajas y de grandes candeladas, que se desarrollaban en el litoral habanero, los días 24 de junio.

- Retretas con la Banda Nacional: Se hacía generalmente los domingos a las 9:00 a. m., en el parque Prado.

- Paseos en Prado: Eran realizados todos los domingos por todas las muchachas, sin distinción de raza.

- Bembé: En los Consejos Populares Sitios y Cayo Hueso.

- Cartomancia, tradición de fuerte influencia en el barrio de Colón, adivinar el futuro, continúa siendo en la actualidad una actividad de este barrio y además está presente desde finales del siglo XIX, la fuerte influencia simétrica Abakuá, con el juego de la Muñamga en sus solares.

- Procesiones: “La Caridad del Cobre” y “La de los Desamparados”, la primera era realizada por una señora alrededor del Parque Trillo, en Cayo Hueso y la segunda se realizaba por los alrededores de la Iglesia de Monserrate, los días 4 de febrero en el barrio de Dragones.

- Esquina de Pecado: Esquina de San Rafael y Galiano, porque las personas que tenían compromisos se veían ahí.

- Comparsas: Existían 6 comparsas: “Los Colombianos”, “La Sultana” (Barrio Colón), “Los Venecianos” (San Leopoldo), “Los Guaracheros” (Zanja), “Los Mexicanos” (San José) y “La Bollera” (Los Sitios).

- Disfraces: Un día de los carnavales era dedicado para confeccionar los trajes de los mamarrachos, donde los hombres se vestían de mujeres (Ver Foto.3).

Existieron en el municipio varias figuras sobresalientes entre las que se pueden mencionar:
- El Caballero de París: Personaje pintoresco con su atuendo negro, pelo y barba larga, con un libro en la mano, de poco hablar, caminaba por el malecón, otros días por todo Galiano, reina, en zonas comerciales.
- La Marquesa: Mujer Negra, vestía humildemente con un pequeño sombrerito, caminaba muy aprisa.
- La Sombrerera: Se llamaba Julia, Blanca, vestía con sayas largas, usando muchas gargantillas de fantasía, pintada mucho fundamentalmente la boca y se dedicaba a la confección de flores y sombreros.

Se desarrollan en el municipio diversos eventos culturales entre los que se distingue, La Huella de España y la semana de la cultura china, dentro de la cual se realizan exhibiciones del arte marcial, obras de artes plásticas expoventas etc.
Las autoridades de Centro Habana tienen el poder de entregar la medalla “Torreón de San Lázaro” a las personalidades que contribuyan a mejorar la calidad de vida de la comunidad. El nombre de su semana de la cultura es “Gonzalo Roig” y la celebran del 13 al 20 de junio.

## Actividad turística
La actividad turística como recurso económico comienza a desarrollarse a finales de, siglo XIX, en el llamado barrio de Colón, hoy Consejo popular del mismo nombre. Surgen en esa época las primeras instalaciones hoteleras, entre ellas: Inglaterra, Telégrafo, Sevilla y Plaza.
Ya en el siglo XX se amplía la red hotelera dentro de los barrios Colón y Montserrat, hoy forma parte del Consejo Popular Dragones. Apareciendo durante las décadas del 1920, al 1940, los siguientes hoteles: Nuevitas, Lincoln, New York, Royal Palm, Bristol, Lido, Roosevelt, Alamc, Belmont, Ritz, Caribbean, Arecas, Rex y Astor.
En la década del 1950 se construye el hotel Deauville con cuatro casinos de juegos dentro del inmueble y se le incorpora el casino al Hotel Plaza. Se remodeló el Lido y se ampliaron el Bristol y el Lincoln, a los que se les añadieron la piscina y un piso respectivamente.
Al triunfo de la revolución se intervienen los hoteles y casinos y la mayor parte de ellos se van convirtiendo en ciudadelas por ejemplo: Roosevelt, Royal Palm, Colonial, Alamac, Ritz, Belmont, Rex y el Nuevitas.
Con posterioridad las instalaciones hoteleras comienzan a perderse debido a su antigüedad. En algunos casos el gran deterioro obliga a desactivar a algunos como el Neptuno y Nuevitas y a cerrar el Colonial y el Alamac.
Otras instalaciones cambiaron su uso, debido a razones de carácter económico y político convirtiéndose en viviendas, motivado por el déficit habitacional existente entre ellas pueden señalarse el Bristol, Ritz, Royal Palm, Belmont y Roosevelt. Algunos hoteles debido a su estado ruinoso fueron demolidos totalmente, pero existen edificaciones que luego de un proceso de reparación y adaptación podrían recuperarse entre ellas Alamac y Roosevelt.
En la actualidad consta de un servicio hotelero de cuatro instalaciones, apreciándose cierto avance en la rehabilitación de los hoteles tradicionales, conjuntamente con la elevación del nivel de los servicios de apoyo a esta actividad.
El turismo internacional ha tenido la alternativa de alquilar habitaciones en viviendas privadas, modalidad que se ha incrementado en los últimos cinco años, debido al costo y a la calidad de los servicios brindados.

### Hoteles
Hotel Deauville: Instalación hotelera de interés ambiental y paisajístico por su ubicación frente al malecón habanero; es una de las instalaciones más jerarquizadas en su entorno y hacia donde convergen las visuales subiendo por el eje Galiano. Se trata de una instalación moderna donde se aprecia el doble puntal en la planta baja y la galería del portal marcada por la esbeltez de sus columnas.
Hotel New York: Instalación situada a la entrada del Barrio Chino de La Habana; no presenta una arquitectura con grandes valores, pero constituye una instalación que valoriza el entorno donde se ubica.
Hotel Lincoln: Ubicado en la calle Galiano, es una de las instalaciones que a lo largo de los años ha mantenido su función, respaldado por una edificación con valores arquitectónicos, de estilo ecléctico y donde predominan la verticalidad de los vanos, cornisas y ménsulas.
Hotel Lido: Ubicado en la calle Consulado entre Ánimas y Trocadero. Este edificio no presenta valores ambientales significativos, insertándose al resto de las edificaciones que existen en su entorno.

## Municipios hermanados
- Cunit, Cataluña, España
- Hospitalet de Llobregat, Cataluña, España
- Paiporta, Comunidad Valenciana, España
- Cádiz, Andalucía, España

### Cantos a La Habana
El sevillano Antonio Burgos compuso Habaneras de Cádiz para su amigo Carlos Cano
"Que tengo un amor en la Habana y el otro en Andalucía
No te he visto yo a ti, tierra mía, más cerca que la mañana
Que apareció en mi ventana de la Habana colonial"
"Y verán que no exagero, si al cantar la habanera repito
La Habana es Cádiz con más negritos
Cádiz es la Habana con más salero"